# Păulești, Călărași
Păulești este un sat din raionul Călărași, Republica Moldova.
La nord de localitate este amplasată cariera „Cimitirul Cailor”, o arie protejată din categoria monumentelor naturii de tip geologic sau paleontologic. La sud-est se găsește conacul lui Dinu Ruso, un monument de arhitectură. Lângă conac se află cel mai bătrân platan din Republica Moldova, cât și 24 de pini de pădure, arborii fiind protejați de stat.

## Istorie
Satul Păulești este atestat documentar prima dată la 3 aprilie 1550 în timpul domniei lui Ilieș Voievod, într-un hrisov domnesc, prin care se menționează stăpânii moșiei satului, frații Tatiana și Tătar, care au primit-o drept moștenire de la tatăl lor Copcea:
„Suret di pi ispisocul domnului Ilieș voievod, din leat 7028 <1550> aprilie 3.

Cu mila lui Dumnezeu, noi Ilieș voievod, domn Țării Moldovei. Înștiințare facem cu această scrisoare a noastră tuturor cari o vor vide sau citindu-se o vor auzi că au venit înaintea noastră și înainte tuturor a noștri moldovenești boieri Tetiana și cu fratele ei Tatar, fiii lui Copcicea, nepoții lui Șârb celui bătrân, precum de a lor bunăvoie, de nimeni siliți, nici asupriți, și-au împărțit a lor drepte și proprii, din drepte danii, ci au avut bătrânul Șârbul, de la cel mai înainte de domnia mea, Alexandru voievod, și din îndreptările danii și întăritura, ci au avut părintele lor, Copcicea, de la moșul domniei mele, bătrânul Ștefan voievod, pre satele, ce să numesc Cocorenii și giumătate de sat, de Cerepcăuți, giumătate ce din sus, pe amândouă părțile Siretului și cu moară în Siret și Băicenii, la Poiană, în ținutul Romanului și o prisacă la vârful dealului, de către Șiret și Ețcanii, pre Nistru, la hotarul Stodolna, mai gios de Matievțăști, și cu sădnic în Nistru și Păuleștii și cu poiană la Itchil și cu mori, și Jărdianii și Doljeștii, pre Albâia și cu mori, la Șiret, și, pre Nistru, Stodolna, de sus de Matievțăști și cu sădnic la Nistru și Lalova și Matievțăști.
 
...
 
Și spre mai tare întemeiere acestor mai sus scrisă, am poruncit la al nostru credincios, giupânul Mateiaș logofătul, să scrie și a noastră pecete să o lege, la această a noastră scrisoare.
 
A scris Grigorie Fierescul, în Huși”

## Administrație și politică
Componența Consiliului local Păulești (9 consilieri), ales la 5 noiembrie 2023, este următoarea:
|  | Partid                                        | Consilieri | Componență | Componență | Componență | Componență |
|  | --------------------------------------------- | ---------- | ---------- | ---------- | ---------- | ---------- |
|  | Partidul Acțiune și Solidaritate              | 4          |            |            |            |            |
|  | Partidul Socialiștilor din Republica Moldova  | 3          |            |            |            |            |
|  | Coaliția pentru Unitate și Bunăstare          | 1          |            |            |            |            |
|  | Partidul Dezvoltării și Consolidării Moldovei | 1          |            |            |            |            |

## Galerie de imagini

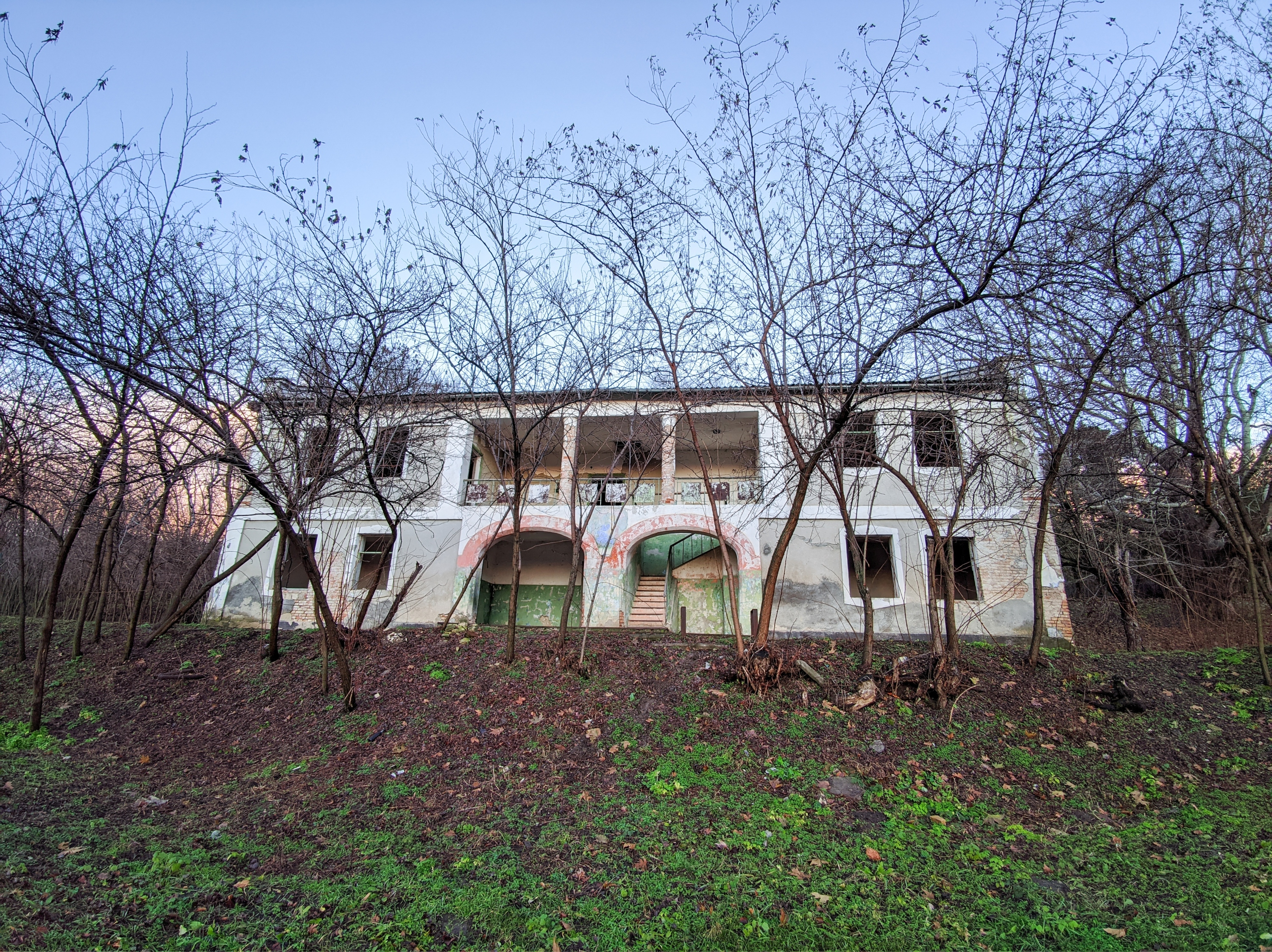
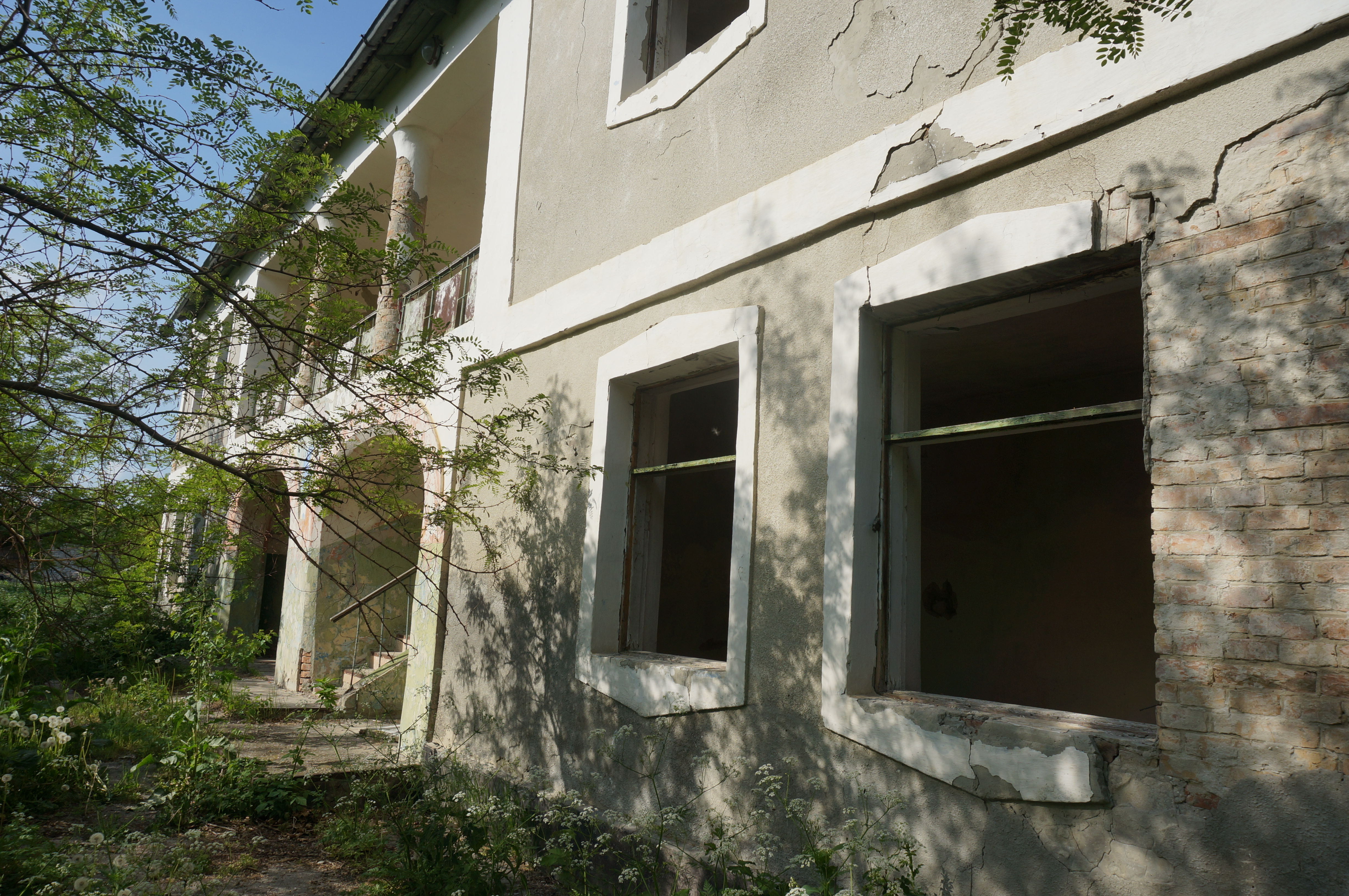
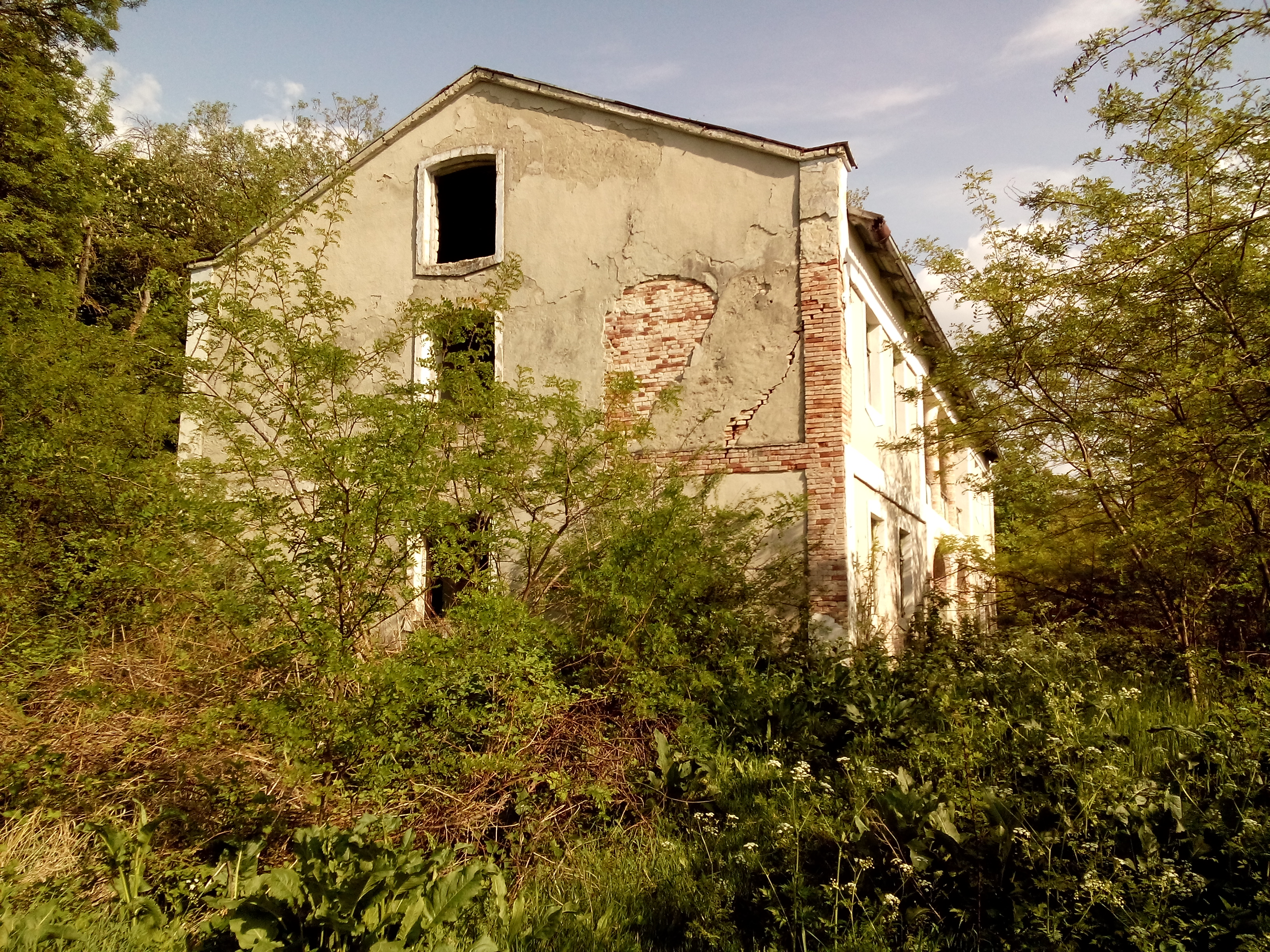
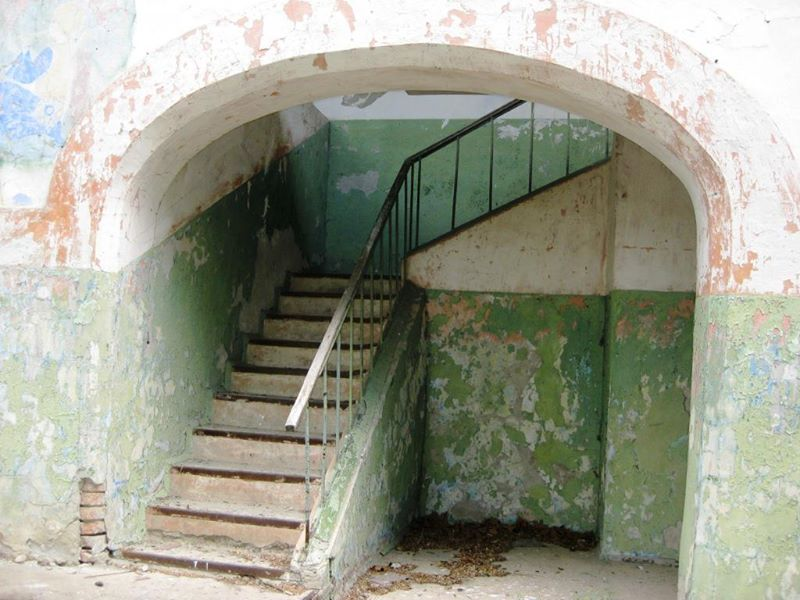
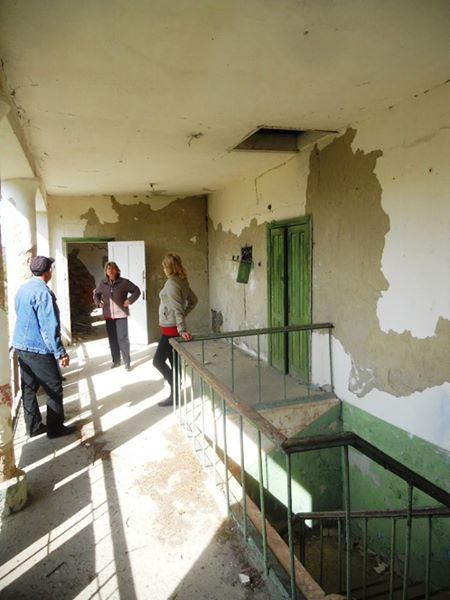

Conacul lui Dinu Russo din localitate, monument ocrotit de stat.
Alte locuri

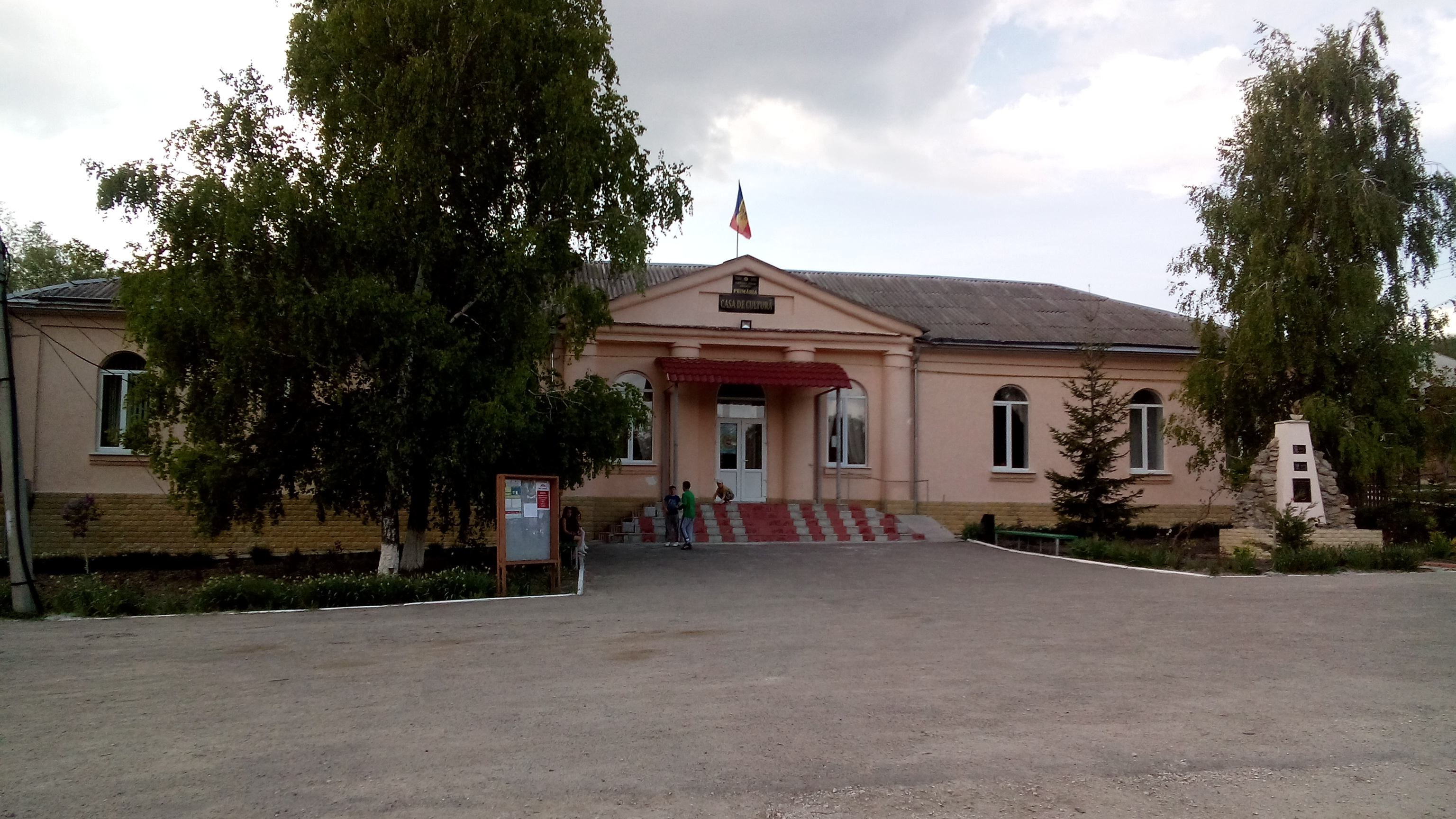
Casa de cultură
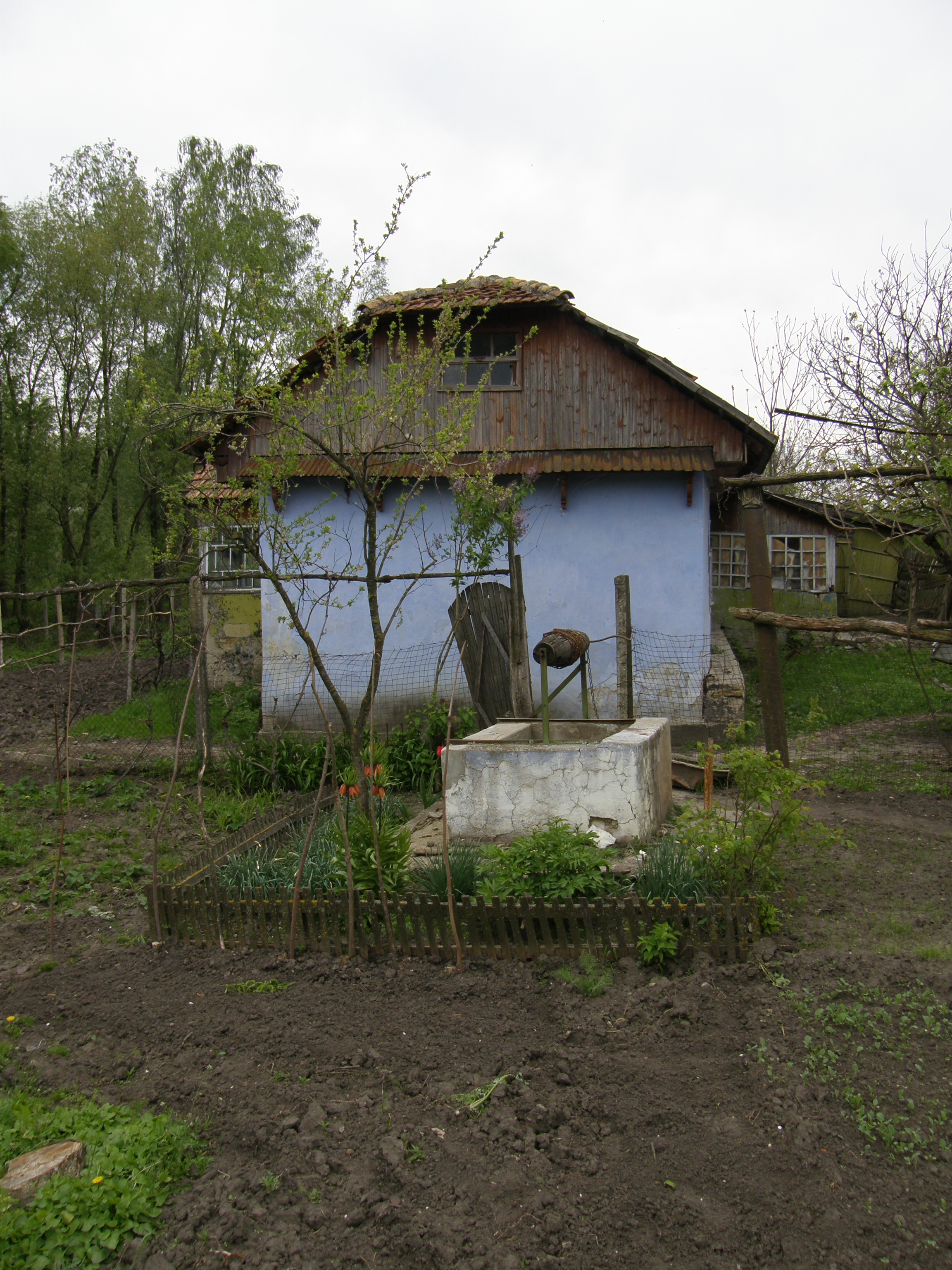
Casă de locuit veche
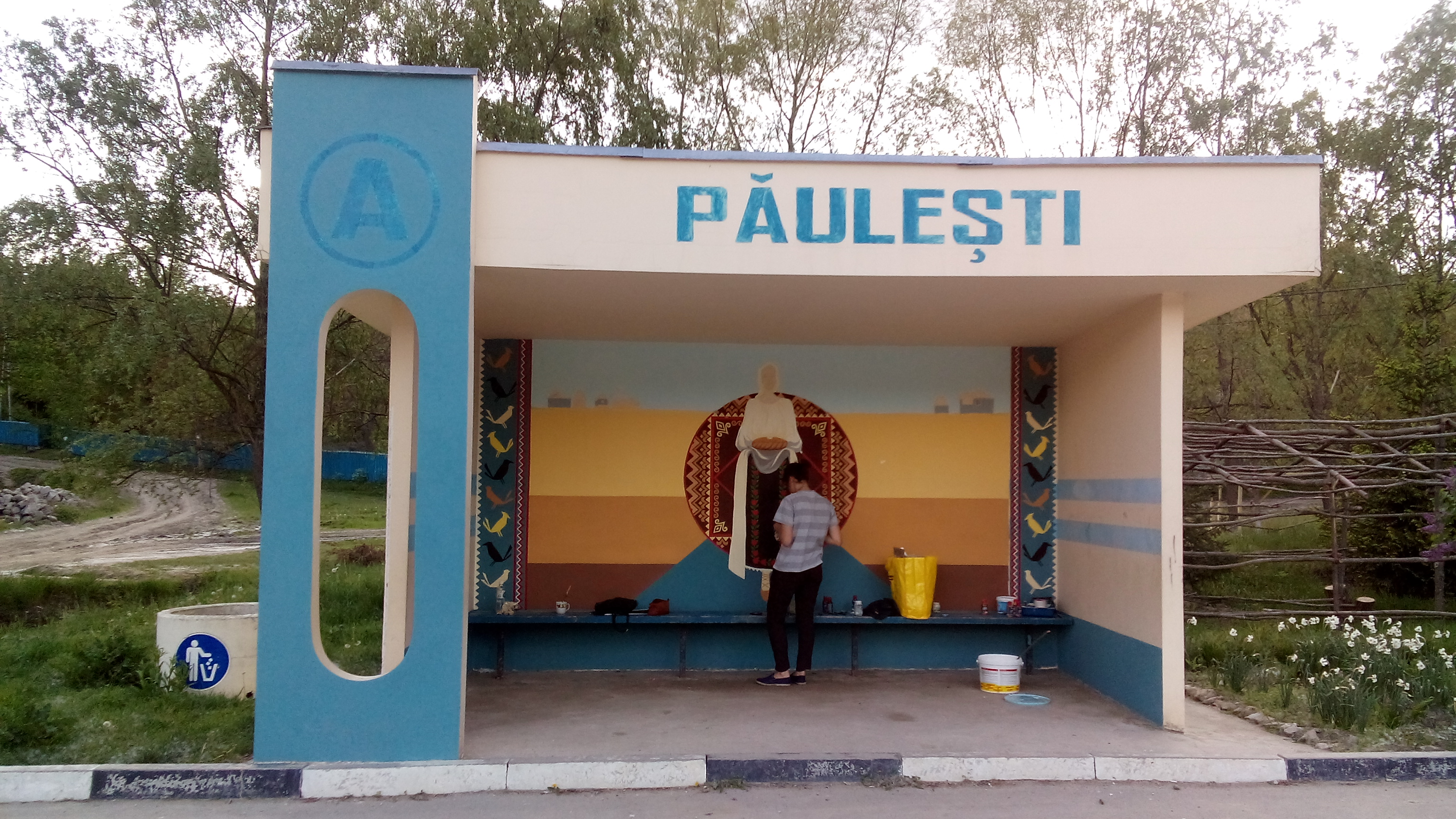
Stația auto
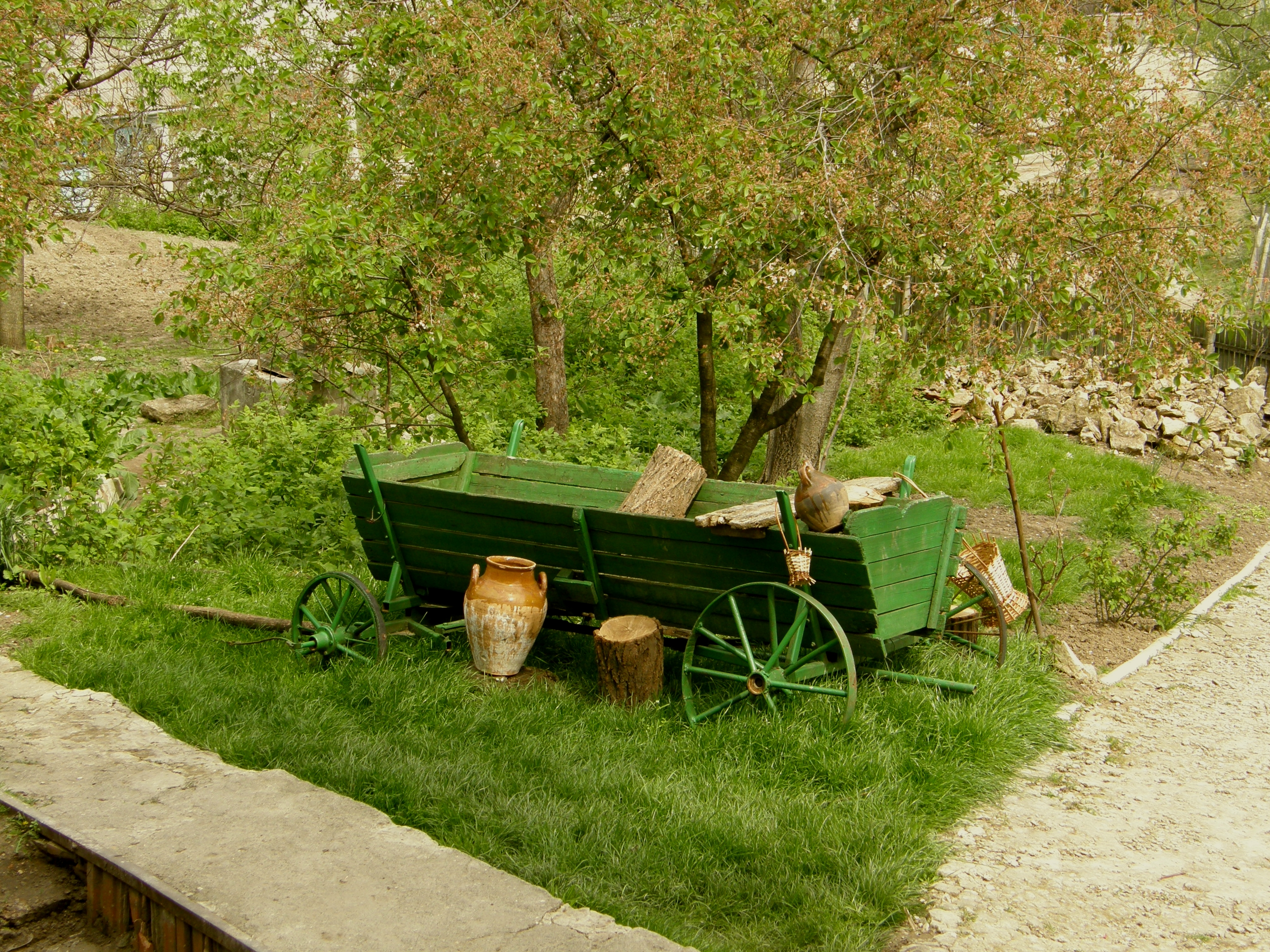
Căruță devenită element decorativ.
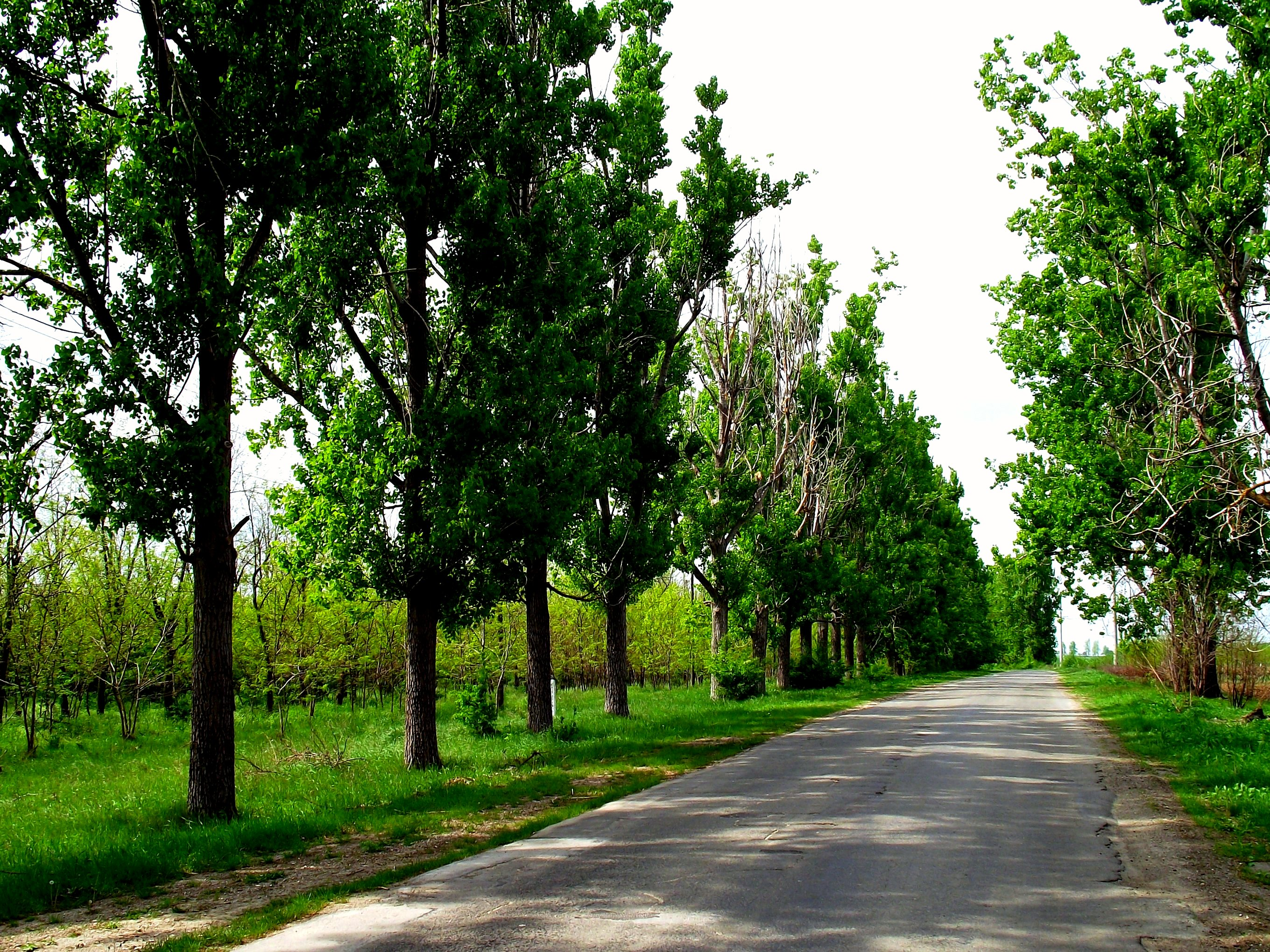
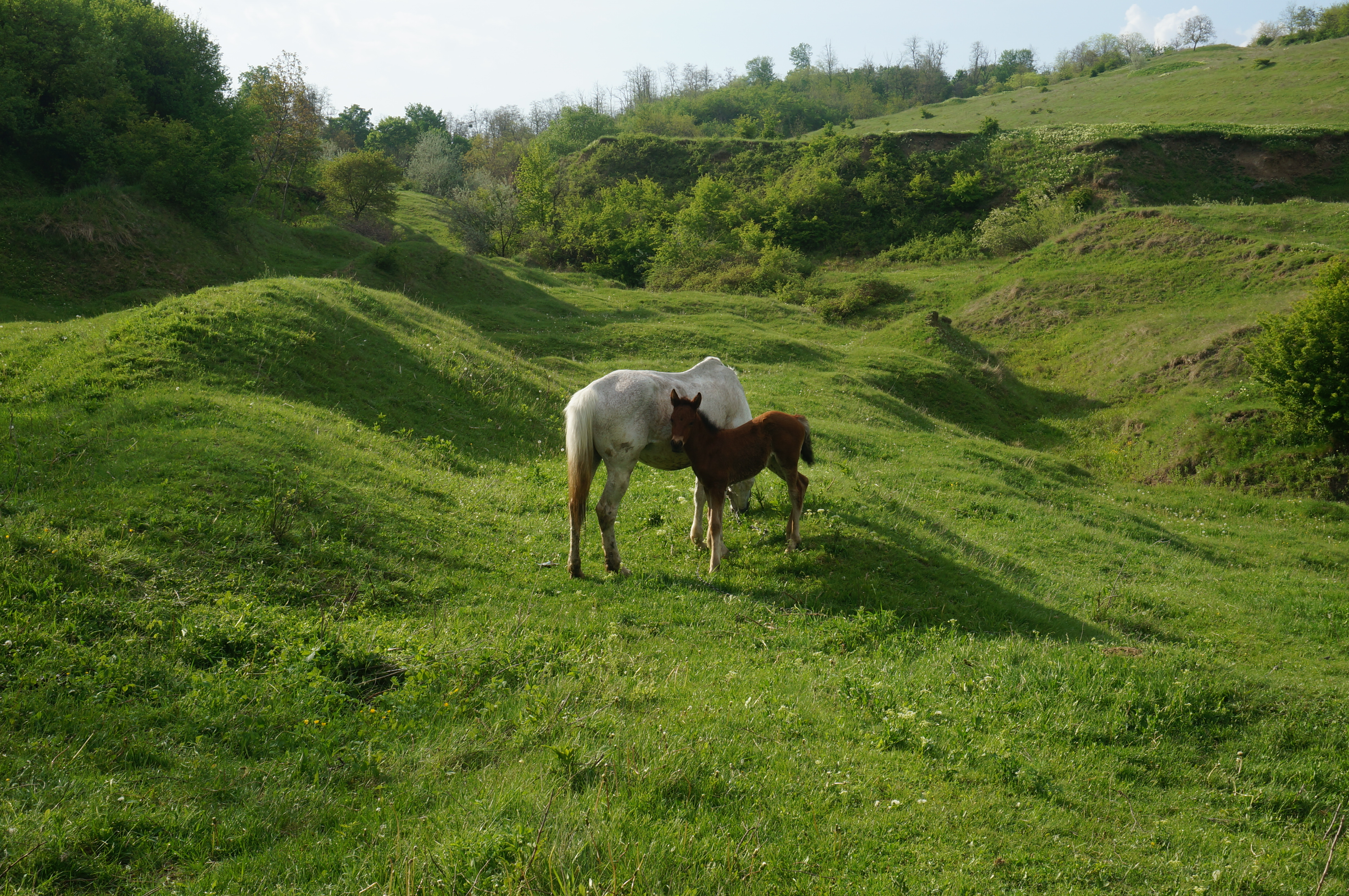
Ravenele de lângă sat.
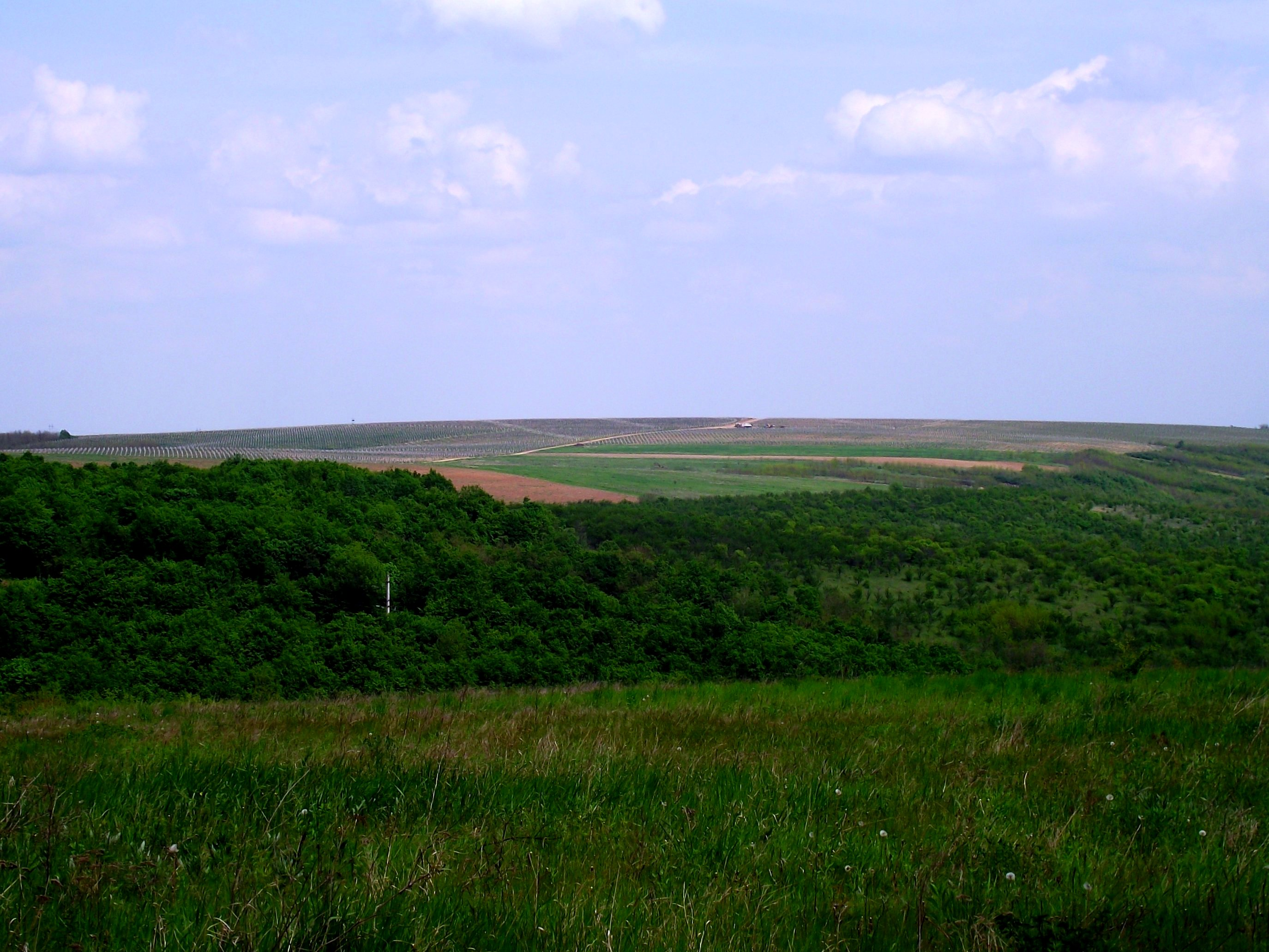
Natura locului
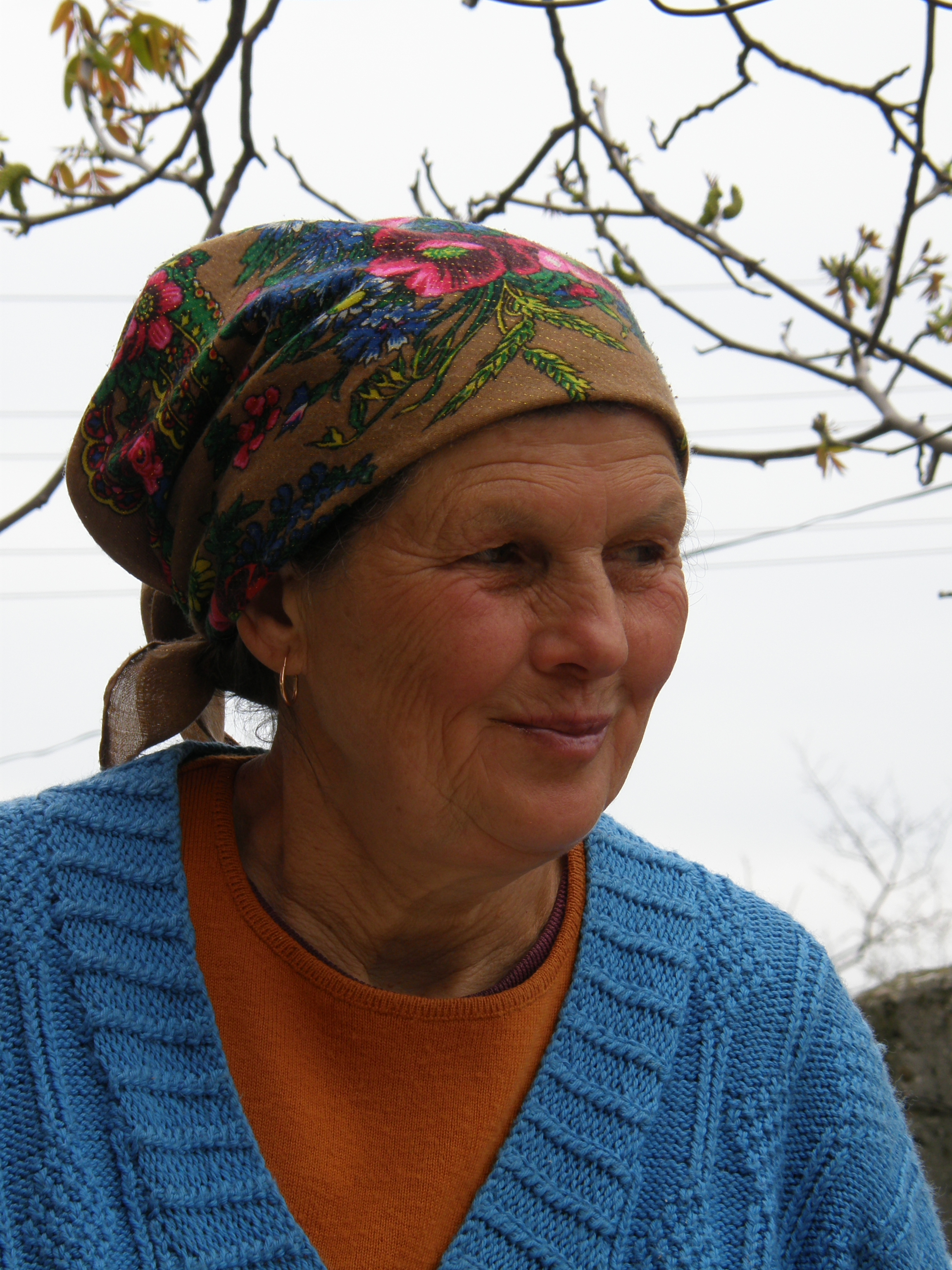
Femeie din Păulești

## Personalități
- Ion Ciuntu (n. 1954), preot, scriitor.